# 焦點 (幾何)

F點是紅色的橢圓、綠色的拋物線及藍色的雙曲線的焦點

在几何学上，焦點是指建構曲線中的一些特殊點。例如用一個或二個焦點可以定義圓錐曲線，分別為圓（一個焦點）、橢圓（二個焦點）、拋物線（一個焦點和一條線）及雙曲線（二個焦點），此外，有二個焦點可以定義卡西尼卵形线及Cartesian卵形线，二個以上的焦點可以定義n-ellipse。

## 圓錐曲線

### 用二個焦點定義圓錐曲線
橢圓可以定義為平面上到兩個固定點（焦點）的距離之和為常數的點之軌跡。
圓是一種特殊的橢圓，其二個焦點重合，只剩一個焦點。因此圓可以定義為平面上到一個固定點的距離為常數的點之軌跡。圓也可以用阿波羅尼斯圓的方式定義，定義成和二個焦點距離有固定比例的點之軌跡，會出現二個不同的軌跡。
拋物線是一種特殊的橢圓，其中一個焦點在无穷远處。
雙曲線也可以用二個焦點來定義，是兩個焦點的距離差（的絕對值）是常數的點的軌跡。

### 用焦點和準線定義圓錐曲線
也可以用一個焦點和一條準線（directrix）定義圓錐曲線，準線是不通過焦點的直線。圓錐曲線是距焦點距離和距準線距離比例為一定值的線，此定值即為偏心率e。若e在0到1之間，此圓錐曲線為橢圓，若e=1，此圓錐曲線為拋物線，若e大於1，此圓錐曲線為雙曲線。若到焦點的距離固定，準線為無窮遠線，偏心率為零，此圓錐曲線就是圓。

### 天文學的重要性
在重力場的二體問題中，二個物體相對於彼此的軌道可以用二個重疊的圓錐曲線表示，二個圓錐曲線的都會有焦點落在二個物體的共同質量中心（質心）。
例如，微型行星冥王星的最大衛星冥卫一其軌道為橢圓，其中一個焦點在冥王星－冥卫一雙星系統的質心上，而冥王星的的軌道為橢圓，其中一個焦點也是在雙星系統的質心上，如動畫,中所述。
而地球的衛星月球軌道的橢圓，也有一個焦點在地球－月球雙星系統的質心上，但此質心在地球內部，而地球（或說是地球的質心）也繞著橢圓軌道運轉，而一個焦點也在地球－月球雙星系統的質心上。
而冥王星－冥卫一系統也在另一個橢圓軌道上運行，此橢圓的一個焦點是冥王星、冥卫一和太陽的質心，而地球－月球系統也是在另一個類似的橢圓軌道上運行。這些質心都在太陽的內部。
二顆聯星也會繞著其共同質心，在橢圓軌道上運行。